# Victoria triplaga
Victoria triplaga là một loài bướm đêm trong họ Geometridae.